# Іспанський реал
Реал (ісп. real,  дослівно — королівський) — срібна монета, що з'явилась у Кастильському королівстві в середині XIV століття. В 1497—1868 роках реал був основою іспанської грошової системи, після чого був замінений на песету. Протягом свого існування реал зазнав кількох змін у вартості порівняно з іншими грошовими одиницями. Найпоширенішим номіналом з XVI століття була велика срібна монета вартістю в 8 реалів, шо отримала назау іспанський долар, піастр або песо і широко використовувалась в Європі, Америці та Азії під час розквіту Іспанської імперії.

## Історія

### Поява

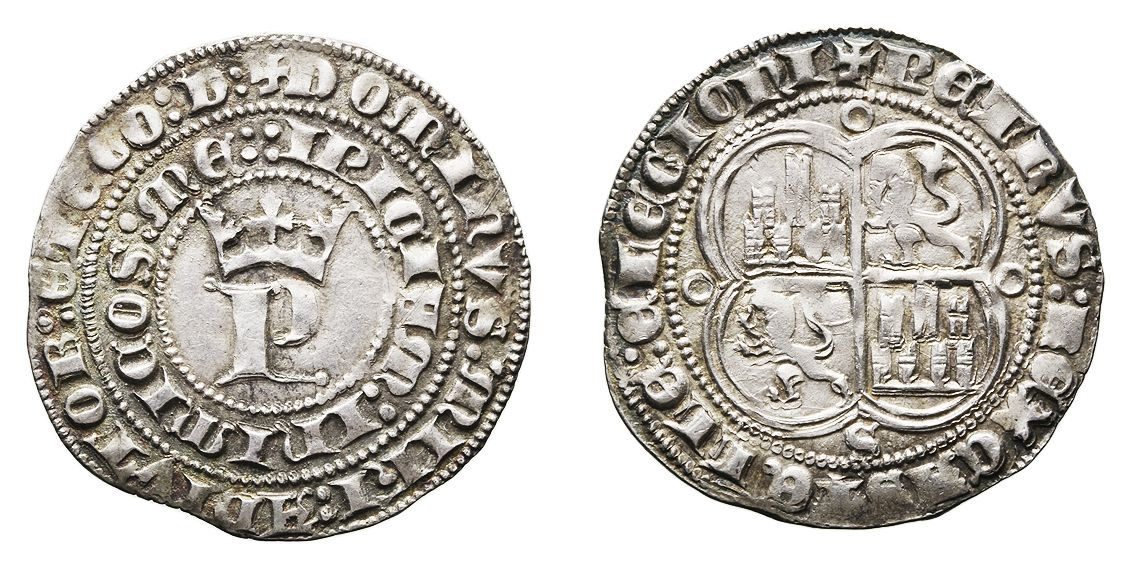
Срібний реал Педро I (1350—1369). Монетний двір Севільї

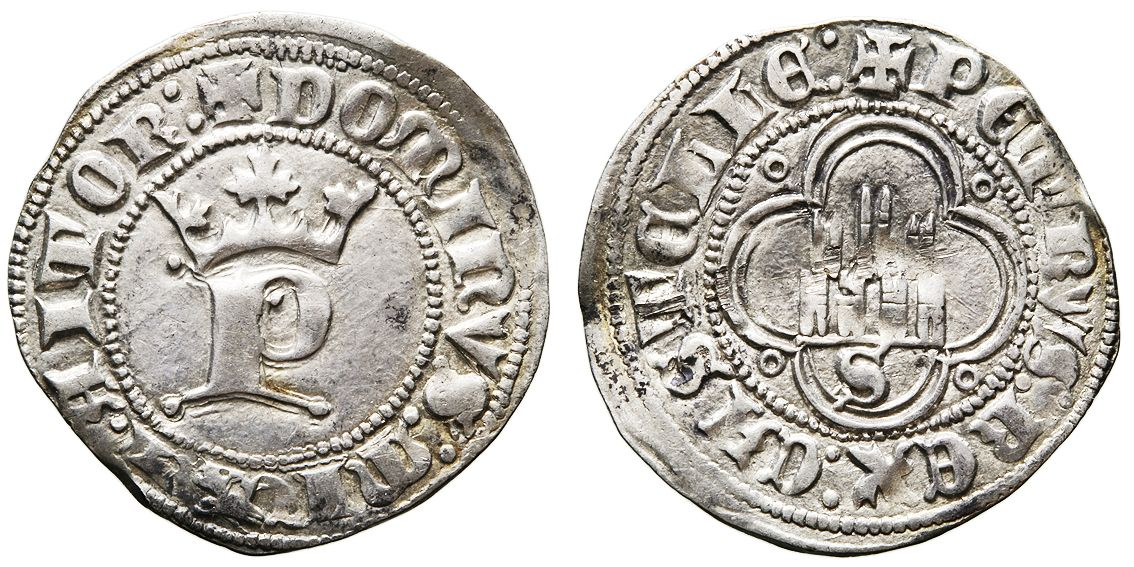
Монета в пів реала Педро I (1350—1369). Монетний двір Севільї

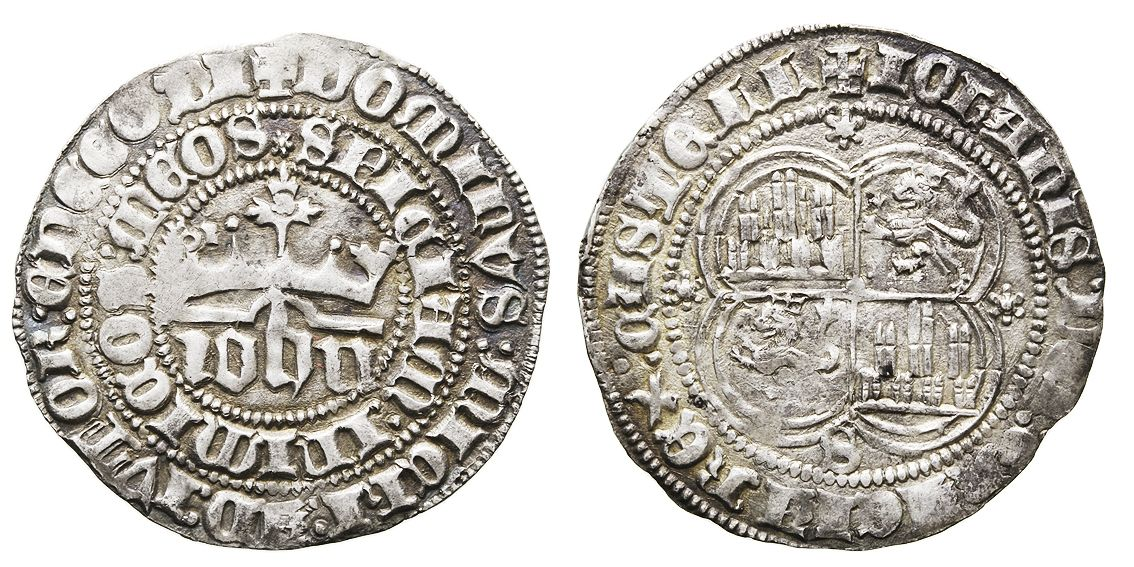
Реал Хуана I (1379—1390). Монетний двір Севільї

Перший реал був викарбуваний королем Кастилії Педро I (1350—1369) у середині XIV століття. З однієї кастильської марки срібла (230 грамів) карбувалось 66 монет вагою 3.35 грама срібла 930 проби. По своїй вартості реал дорівнювався 3-м тогочасним срібним мараведі. Реали знаходились в обігу в Кастилії поряд з різними іншими срібними монетами, до 1497 року, коли після грошової реформи католицьких королів Ізабелли I Кастильської та Фернандо II Арагонського (Pragmática de Medina del Campo), реал став головною срібною грошовою одиницею, а карбування інших срібних монет було припинено.

### Головна одиниця іспанської грошової системи
Прагматика 1497 року встановила, що з 1 марки срібла 0,930 проби мало карбуватись 67 реалів вагою 3,195 грама чистого срібла, що дорівнювались 34 мараведі. Хоча в Прагматиці також було визначено дві інші срібні монети, кратні реалу — номіналом в 1/2 та 1/8 реалв (остання мала квадратну форму), цим актом не встановлювались срібні монети, вартість яких перевищує вартість 1 реала. Такі монети були введені в XVI столітті наступними королями Іспанії — Карлом I і Філіпом II. В ці часи срібні монети карбувались номіналом у 1⁄2 реала (medio real), 1 реал (real de plata), 2 (real de a dos), 4 (real de a cuatro) та 8 реалів (real de a ocho).
Після відкриття срібла в Мексиці, Перу та Болівії в XVI столітті монета номіналом 8 реалів, що важила 27.07 г. срібла 900 проби (що отримала назву іспанський долар або піастр а пізніше — песо) стала міжнародно визнаною торговою монетою в Європі, Азії та Північній Америці. Разом з цими срібними монетами в обігу перебував золотий ескудо (3,1 г чистого золота) що оцінювався у 16 срібних реалів або приблизно дві монети номіналом у 8 реалів.
Іспанський колоніальний реал, який називали національна монета (ісп. moneda nacional) до XIX століття залишався досить стабільним і зазнав лише двох змін:
- З 1728 року з 1 марки срібла 0,9167 проби (11⁄12) карбували 68 реалів (або 8+1⁄2 доларів), вагою 3,101 г чистого срібла.
- з 1772 року з 1 марки срібла 0,9028 проби (130⁄144) карбували 68 реалів (або 8+1⁄2 доларів) вагою 3,054 г чистого срібла.

В той же час в самій іспанській метрополії, починаючи з XVII століття реал зазнав суттєвих змін.

### Іспанія(XVII—XVIIIст.)

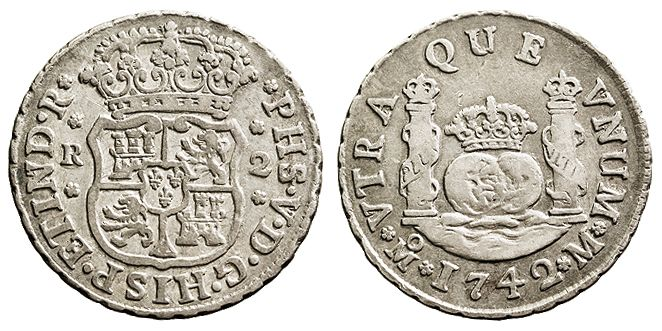
Срібна монета номіналом 2 реали, викарбувана в Мехіко в 1742 році за правління правління Філіпа V

Вже на початку XVII століття різноманітні фінансові кризи, спричинені витратними війнами короля Філіпа II та зменшенням налходження срібла з Нового Світу, змусили його сина Філіпа III розпочати карбувати білонний реал (real de vellón), вміст срібла в якому було зменшено за рахунок додання інших металів.
Перший ордонанс, який офіційно девальвував іспанський реал в метрополії, був виданий у 1642 році. Вартість нового білонного реала (що отримав назву провінційний реал) було знижено з 67 до 83 монет з марки срібла. Відповідно, колоніальний долар (монета вартістю у 8 колоніальних реалів) став коштувати 10 провінційних реалів.

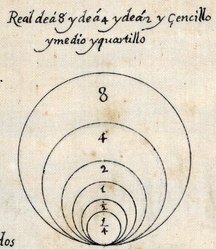
Співвідношення розмірів кастильських срібних монет номіналом від 1⁄4 до 8 реалів, згідно з документом 1657 року.

В 1686 році були викарбувані монети номіналом 1⁄2 1, 2, 4 і 8 провінційних реалів (остання оцінювалась в 4⁄5 колоніального долара і отримала назву песо марія (peso maria)), які не користувались великою популярністю. Тоді ж, в 1686—1687 роках вийшли едикти, що фіксували вартість провінційного реала на рівні 15 реалів за іспанський 1 колоніальний долар (песо де камбіо) або 512 мараведі (або 1 долар = 8 національних реалів вартістю 64 мараведі). Необхідність видання цих указів свідчила про те, що реальна вартість провінційних реалів (reales de vellón) коштували навіть менше, ніж 15+2⁄34 долара (0,0664 долара).
Плутанина в грошовій системі була врегульовано в декілька кроків до 1737 року, а саме:
- У 1728 році долар (8 національних реалів) знизився до 8+1⁄2 доларів з однієї марки срібла 9167 проби (24,809 г чистого срібла)
- Національний реал карбувався монетами номіналом у 8 і 4 реали (1 та 1/2 долара відповідно).
- Провінційний реал карбувався монетами 2, 1 та 1/2 реала (1⁄5 ,1⁄10 та 1⁄20 доларів відповідно).
- у 1737 році Вартість провінційного реала була остаточно закріплена в 1⁄20 долара і дорівнювала 34 мараведі (отже, 1 долар = 20 реалам = 680 мараведі). Відповідно срібний, або колоніальний реал (real de plata fuerte) оцінювався в 2.5 білонних провінційних реалів (vellón) або 85 мараведі.
- введений у 1686 році песо де камбіо з 512 мараведі продовжував використовуватися як облікова одиниця, але коштував зменшену вартість 512⁄680 доларів (приблизно 3/4 долара). Песо де камбіо ділилось на вісім реалів де камбіо кожен з 64 мараведі.

Подальші зміни до кінця XVIII століття були незначними і включали зменшення проби срібного долара до 903 поби (130⁄144), а золотого ескудо (що тепер оцінювався в 2 долари або 40 провінційних реалів) від 0,917 до 0,875 проби. Починаючи з 1810 року номінали срібних монет було встановлено у більш зручних значеннях в провінційних реалах (1⁄20 іспанського колоніального долара) — в 20, 10, 4, 2 і 1 реал.

### Іспанія(XIXст.)

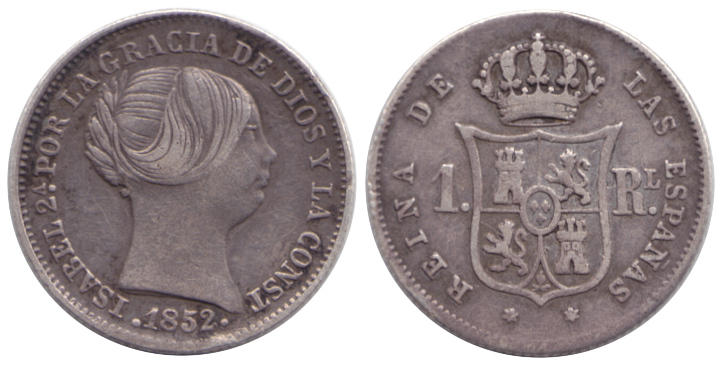
1 реал Ізабелли II (1852). 15 мм, 1.22 г. срібла 900 проби. Мадрид

У першій третині XIX століття втрата американських володінь припинила надходження дорогоцінних металів до Іспанії та призвела до поступового залучення в місцевий обіг десяткового франка. Відбулось декілька спроб ввести іспанську десяткову грошову систему на основі реала, які проте ніколи не були виконані в повному обсязі:
- в 1850 році 1 провінційний реал (1⁄20 долара) було оцінено в 10 децім або 100 сентімо, а мараведі як розрахункова одиниця було скасоване.
- в 1864 році була введена друга десяткова валюта срібний ескудо, що дорівнював 10 провінційним реалам або 100 сентімо ескудо.

Нарешті, у 1868 році після вступу Іспанії у Латинський монетний союз, реал був повністю вилучений з введенням іспанської песети, що замінила ескудо (у співвідношенні 1 ескудо = 2½ песети) і дорівнювала своєю вартістю французькому франку або 4 реалам (1 долар = 20 реалів = 5 песет), та поділялась на 100 сентімо. Після цього термін реал застосовувався для позначення 1/4 песети (25 сентімо).